# Алашевце
Алашевце (мкд. Алашевце) је насеље у Северној Македонији, у северном делу државе. Алашевце припада општини Липково.

## Географија
Алашевце је смештено у северном делу Северне Македоније. Од најближег већег града, Куманова, насеље је удаљено 20 km западно.
Насеље Алашевце је у североисточном делу историјске области Црногорје. Насеље је положено на североисточним падинама Скопске Црне Горе. Надморска висина насеља је приближно 880 метара.
Месна клима је континентална.

## Становништво
Алашевце је према последњем попису из 2002. године имало 126 становника. 
Претежно становништво у насељу су Албанци (94%).
Већинска вероисповест је ислам.